# Rajd RAC 1953
Rajd RAC 1953 (11. RAC International Rally of Great Britain) – 11. edycja rajdu samochodowego Rajd RAC rozgrywanego w Wielkiej Brytanii. Rozgrywany był od 23 do 28 marca 1953 roku. Była to trzecia runda Rajdowych Mistrzostw Europy w roku 1953.

## Klasyfikacja rajdu
| Miejsce                      | Kierowca                     | Pilot                        | Samochód                     | Czas                         | Strata                       |                              |
| Klasyfikacja generalna i ERC | Klasyfikacja generalna i ERC | Klasyfikacja generalna i ERC | Klasyfikacja generalna i ERC | Klasyfikacja generalna i ERC | Klasyfikacja generalna i ERC | Klasyfikacja generalna i ERC |
| ---------------------------- | ---------------------------- | ---------------------------- | ---------------------------- | ---------------------------- | ---------------------------- | ---------------------------- |
| 1.                           | Ian Appleyard                | Patricia Appleyard           | Jaguar XK120                 |                              | 0.0                          |                              |
| 2.                           | Ronnie Adams                 | John Pearman                 | Sunbeam Talbot 90            |                              |                              |                              |
| 3.                           | Godfrey Imhof                | Betty Frayling               | Allard J2X                   |                              |                              |                              |
| 4.                           | Jack Broadhead               | John Lilley                  | Jaguar XK120                 |                              |                              |                              |
| 5.                           | Don Bennet                   | Gary Bennett                 | Jaguar XK120                 |                              |                              |                              |
| 6.                           | Len Shaw                     | Freddie Finnemore            | MG YB                        |                              |                              |                              |
| 7.                           | George Turnbull              | Robert Dean                  | Vauxhall Velox               |                              |                              |                              |
| 8.                           | Frank Grounds                | Jack Hay                     | Jaguar XK120                 |                              |                              |                              |
| 9.                           | George Hartwell              | Frank Scott                  | Sunbeam Talbot 90            |                              |                              |                              |
| 10.                          | Denis Scott                  | Jack Cunningham              | Jaguar MK7 2.4               |                              |                              |                              |